# Vranjevci
Vranjevci är en förstörd befolkad plats i Nordmakedonien. Den ligger i kommunen Novaci, i den södra delen av landet, 110 kilometer söder om huvudstaden Skopje. Vranjevci ligger 662 meter över havet och antalet invånare är 140.